# Béton de granulats légers
Le béton de granulats légers est un béton léger contenant un pourcentage volumique important de granulats légers induisant une masse volumique inférieure à celle d'un béton normal. La masse volumique de ce type de béton est comprise entre 800–2 100 kg/m3.

## Composition
Les bétons de granulats légers sont fabriqués avec des granulats à faible masse volumique tels que l’argile expansée, le schiste expansé, le laitier expansé, la pierre ponce, le polystyrène expansé, le liège ou la vermiculite.

## Contraintes
La présence de granulats légers dans le béton pose quelques contraintes lors de sa fabrication, son transport, sa mise en place et sa mise en œuvre :
- vu leur fragilité mécanique, les granulats peuvent être cassés lors de leur malaxage ce qui pourrait augmenter leur masse volumique ;
- vu leur légèreté, les granulats peuvent se séparer du béton par flottaison ;
- vu la capacité élevée d’absorption d’eau de la majorité des granulats légers, cette absorption peut induire une augmentation de leur masse volumique et un déséquilibre entre la quantité d'eau ajoutée et celle vraiment utilisée par le ciment pour le durcissement du béton.

## Propriétés
En comparaison avec le béton normal et en plus d'une masse volumique plus faible, le béton de granulats légers :
- a une conductivité thermique plus faible ce qui le rend bon comme isolant thermique ;
- a généralement une résistance mécanique plus faible, généralement entre 5 et 40 MPa[3].

## Utilisations
Les bétons de granulats légers sont utilisés pour alléger des structures tels que les tabliers de pont , pour réparer des murs ou pour isoler thermiquement des bâtiments.